# Fritz Tepperwien
Fritz Tepperwien (* 20. April 1937 in Bremen; † 3. Juni 2014 in Bremen) war ein deutscher Politiker (SPD) und Mitglied der Bremischen Bürgerschaft. Er war Bundesvorsitzender des Arbeiter-Samariter-Bundes.

## Biografie
Tepperwien absolvierte das Abitur am Gymnasium am Leibnizplatz und studierte dann an der Rechtspflegerschule in Schwetzingen und wurde zum Rechtspfleger ausgebildet. Er war in Bremen tätig.
Er war verheiratet und hatte zwei Kinder. Dem Jazz und dem Gedicht war er verbunden und er schrieb einige Hörspiele und diverse Zeitungsartikel.

### Politik
Er war seit 1966 Mitglied der SPD, lange Zeit davon gehörte er dem SPD-Ortsverein Bremen-Neustadt an. Er war unter anderem Mitglied im Vorstand des Ortsvereins und des SPD Unterbezirks Bremen-West sowie langjährig Unterbezirks- und Landesdelegierter in der Partei. In den 1970er und 1980er Jahren leitete er die SPD-Arbeitsgemeinschaft Gesundheit im SPD-Landesverband.
Von 1971 bis 1991 war er Mitglied der Bremischen Bürgerschaft und in zahlreichen Deputationen und Ausschüssen der Bürgerschaft tätig u. a. in denen für Inneres, Gesundheit, Umweltschutz, Dienstrecht und Justiz. Von 1983 bis 1987 war er Vorsitzender des Ausschusses zur Aufnahme des Umweltschutzes in die Landesverfassung der Freien Hansestadt Bremen. Von 1987 bis 1991 war er Schriftführer im Vorstand der Bürgerschaft.

### Weitere Mitgliedschaften und Ämter
Tepperwien war von 1969 bis 1992 Landesvorsitzender für den Arbeiter-Samariter-Bund Deutschland (ASB), für den er von 1973 bis 1992 als stellvertretender Bundesvorsitzender und von 1992 bis 2005 als Bundesvorsitzender tätig war. Darüber hinaus fungierte er als Geschäftsführer des Arbeiter-Samariter-Bund, Gesellschaft für soziale Hilfen in Bremen. Im Jahr 1994 gehörte er zu den Gründern von Samaritan International, dem grenzübergreifenden europäischen Zusammenschluss der Samariterorganisationen, und war bis 2005 dessen Präsident.